# هارو اوکا
هارو اوکا (انگلیسی: Haruo Oka; ۱۲ ژانویهٔ ۱۹۱۶ – ۱۹ مهٔ ۱۹۷۰) خوانندگی اهل ژاپن بود. وی بین سال‌های ۱۹۳۹ تا ۱۹۷۰ میلادی فعالیت می‌کرد.